# Coburg Island
Coburg Island är en ö i Kanada.   Den ligger i territoriet Nunavut, i den nordöstra delen av landet, 3 400 km norr om huvudstaden Ottawa. Arean är 344 kvadratkilometer.
Terrängen på Coburg Island är kuperad. Öns högsta punkt är 885 meter över havet. Den sträcker sig 35,6 kilometer i nord-sydlig riktning, och 25,8 kilometer i öst-västlig riktning.
Trakten runt Coburg Island är permanent täckt av is och snö. Trakten runt Coburg Island är nära nog obefolkad, med mindre än två invånare per kvadratkilometer.